# Nehalennia
Nehalennia – rodzaj ważek z rodziny łątkowatych (Coenagrionidae). Jego nazwa bierze swój początek z mitologii.

## Występowanie
Ważki z tego rodzaju zamieszkują obie Ameryki, Północną i Południową, a także Azję i Europę (iglica mała).
Owady te pojawiają się w okolicy niewielkich, ale stałych zbiorników wodnych, zwłaszcza zaś bagnisk.

## Tryb życia
Okres, w którym można spotkać te ważki, zależy od miejsca. W południowej części swego zasięgu występowania nie zwracają one uwagi na porę roku, podczas gdy na chłodniejszej północy spotyka się je głównie latem.

## Rozmnażanie
Zachodzi w środowisku wodnym. Samica składa jaja na roślinach wodnych lub też pod powierzchnię wody.

## Podział systematyczny
Do rodzaju należą następujące gatunki:
- Nehalennia gracilis Morse, 1895
- Nehalennia integricollis Calvert, 1913
- Nehalennia irene (Hagen, 1861)
- Nehalennia minuta (Selys in Sagra, 1857)
- Nehalennia pallidula Calvert, 1913
- Nehallenia speciosa (Charpentier, 1840) – iglica mała